# NGC 7374
NGC 7374 este o galaxie spirală situată în constelația Pegas. A fost descoperită în 7 august 1864 de către Albert Marth. Se află la o distanță de 96,71 de megaparseci de Pământ.